# Het Kuipje
El Stadion Het Kuipje (en español: "la pequeña bañera"), es un estadio de fútbol ubicado en la ciudad de Westerlo, Provincia de Amberes, en Bélgica. El estadio abierto al público en 1933 posee actualmente posee una capacidad para 8 035 espectadores y en el disputa sus juegos el club KVC Westerlo de la Primera División de Bélgica.
El nombre del estadio es un homenaje al estadio del Feyenoord de Róterdam, De Kuip, el sufijo -je en neerlandés significa pequeño. El estadio está dividido en cuatro gradas y tiene capacidad para un total de casi 8.000 espectadores.
Desde la temporada 2008-09, el campo posee un sistema de calefacción de campo por Suelo radiante, lo que lo convierte en el tercer estadio de Bélgica en tener dicho sistema, después del Cristal Arena y el Stade de Sclessin. Alrededor del estadio hay cuatro campos contiguos, utilizados para entrenamiento y por los equipos juveniles y de reserva del club.